# زیزینا
زیزینا (نام علمی: Zizina) نام یک سرده از تیره پرنیان‌بالان است.

## گونه‌ها
- Zizina antanossa (Mabille, ۱۸۷۷)
- ?Zizina emelina
- Zizina labradus (Godart, [۱۸۲۴])
- نیلی کوچک مرغزار (Fabricius, ۱۷۸۷)